# Der Zwerg
Der Zwerg (El nan) és una òpera en un acte d'Alexander von Zemlinsky sobre un llibret de Georg C. Klaren, basat en The Birthday of the Infanta d'Oscar Wilde. L'obra va ser composta entre el 1919 i el 1921. L'estrena va ser dirigida per Otto Klemperer el 28 de maig de 1922 a l'Òpera de Colònia.
Der Zwerg és un miserable i masoquista autoretrat d'un artista. La força tràgica de l'obra és el tractament cruel d'una criatura repulsiva, però de cor tendre conegut simplement com «el Nan».
És la més remarcable de les vuit òperes que va escriure Zemlinsky. Dura menys de 90 minuts, i normalment s'interpreta amb una altra òpera en un acte, sovint amb la seva òpera anterior Eine florentinische Tragödie.

## Enregistraments
- James Conlon (director), amb Soile Isokoski - Donna Clara; Iride Martinez - Ghita; Andrew Collis - Don Estoban; David Kuebler - Der Zwerg; Juanita Lascarro - Erste Zofe/First Maid; Machiko Obata - Zweite Zofe/Second Maid; Anne Schwanewllms - Dritte Zofe/Third Maid; Natalle Karl - Erste Gespielin/First Playmate; Natalle Karl - Zweite Gespielin/Second Playmate; Martina Rüping - Zweite Gespielin/Second Playmate. Febrer 1996, Colònia, stereo. DDD. EMI CLASSICS 7258752.[6]